# José María Velasco Gómez Obregón
José María Velasco Gómez Obregón, född 6 juli 1840 i Temascalcingo, död 12 augusti 1912 i Villa de Guadalupe i Mexico City, var en mycket framgångsrik mexikansk målare och konstnär. Velasco var ett universalgeni men framför allt en mycket skicklig landskapsmålare och realistisk målare under 1800-talet i Mexiko, särskilt erkänd för sina panoramamålningar.
Velasco prisades bland annat på i USA och i Europa Philadelphia International Exposition år 1876, Paris Universal Exposition år 1889. Hans verk har ställts ut på museum världen över och många av hans verk finns utställda än idag, inte minst på Museo Nacional de Arte och kulturcentrumet Bellas Artes i Mexico Citys historiska centrum.
Hans hemstad har sedermera döpts i hans ära. Många av hans målningar finns på Mest är han känd för sina målningar över Mexikodalen.

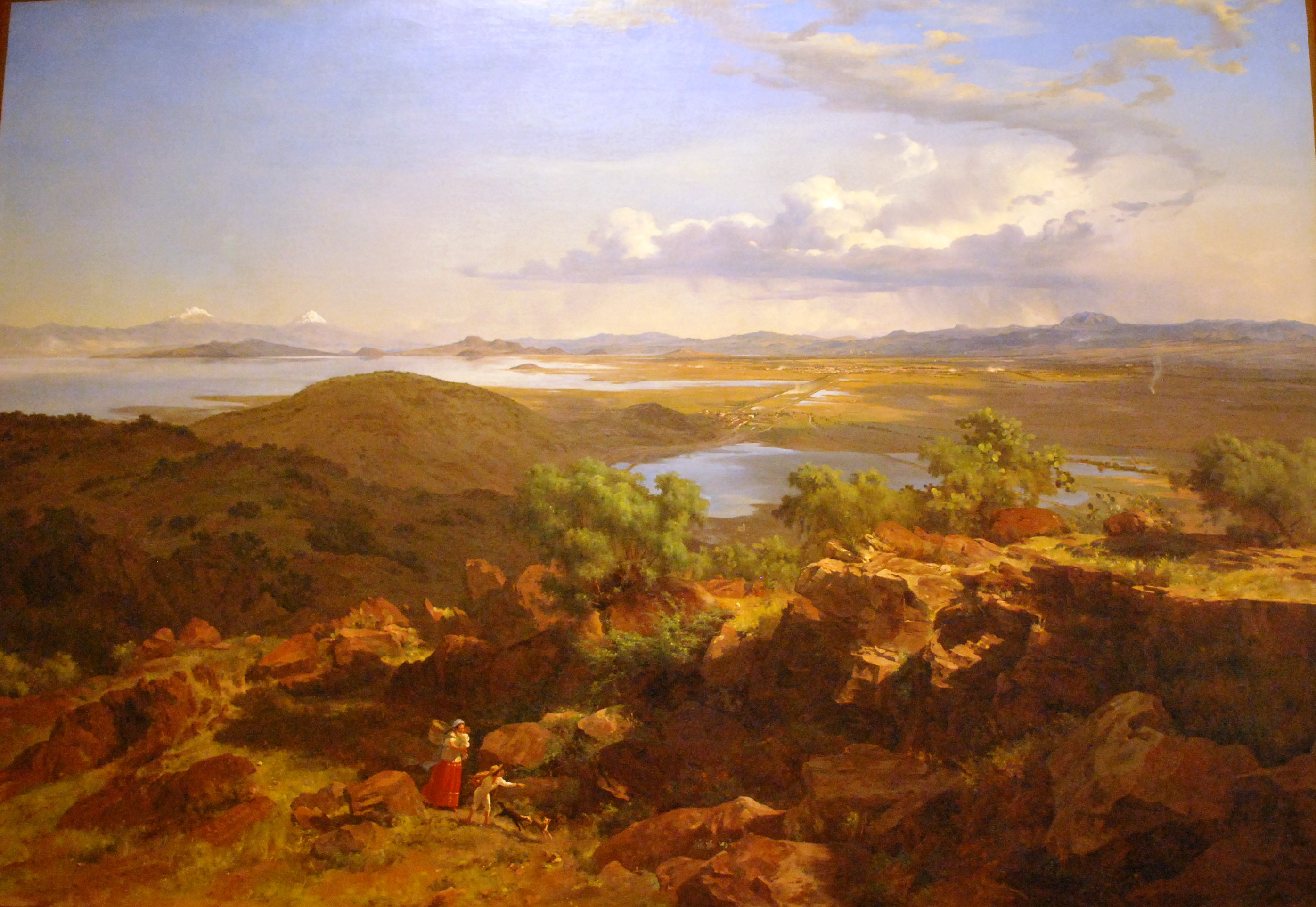
Typisk landskapsmålning av Velasco. Mexikodalen, 1875.